# 安宰賢
安宰賢（1987年7月1日—），韓國男模特兒、演員、珠寶設計師。

## 演藝經歷
安宰賢於2009年開始從事時裝模特，2011年在JTBC綜藝《李壽根和金炳万的上流社會》以第一代花美男快遞員的角色受到觀眾歡迎。
2013年在風靡亞洲的電視劇《來自星星的你》飾演女主角千頌伊的弟弟千允才，正式成為演員。2014年與歌手鄭俊英一同擔任Mnet媒體音樂節目《M! Countdown》節目主持人，2015年在韓國放送公社月火連續劇《Blood》中與具惠善、池珍熙、丁海寅合作，首次擔任男主角。
2016年加盟tvN综艺节目《新西游记2》的录制；同年，与丁一宇、素淡联合主演tvN都市爱情喜剧《灰姑娘与四骑士》，在剧中饰演财阀三代姜贤珉，並凭借该剧获得第7届澳门国际电视节最佳男主角奖。此外，還拍攝了中國大陸愛情電影《我是处女座》，與安以軒、方中信搭檔合作。

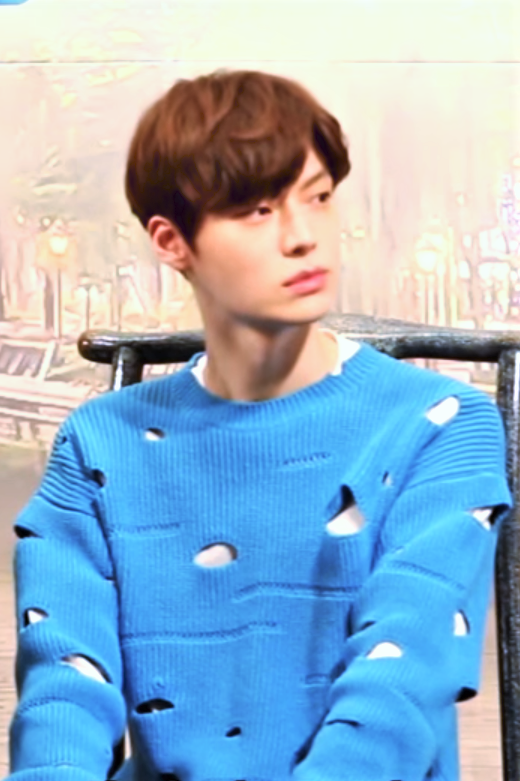
2016年的安宰賢

2017年後陸續主演電視劇《再次重逢的世界》、《愛上變身情人》、《有瑕疵的人們》，但大多活躍於綜藝節目上。2023年搭檔白珍熙首次主演週末劇《真的出現了！》，雖演技評價不一，但作品仍有不錯的成績並拿下了年末KBS演技大賞的最佳情侶獎與男子網路人氣獎。

## 個人品牌
安宰賢2013年自創「AA.Gban 安宰賢（안재현）」珠寶品牌，其中的Gban是將韓文的戒指（반지）反過來念而成，靈感源自一次他在街上看到一位男士手捧著花，對於那單純心意留下深刻印象。花的生命短，所以結合花與飾物，延續花的生命，以花、藤蔓等作主題，推出一系列飾物。

## 個人生活
2016年3月11日，傳出與曾在電視劇《Blood》中合作的演員具惠善戀愛的消息，雙方經紀公司確認屬實，兩人自出演電視劇認識後進而交往已逾一年。
2016年4月8日，雙方所屬經紀公司表示兩人將在5月21日步入婚姻，以家庭式舉行並將禮金捐獻給兒童病房。5月20日，兩人提前一天進行結婚登記；5月21日，兩人於婚禮前前往醫院捐出婚禮及新婚旅行費用。
2019年8月18日透過雙方共屬經紀公司表達因為各種問題導致婚姻生活無法再維持下去將進行離婚訴訟，並在2020年7月15日經由首爾家事法庭的第一次調解後達成協議正式離婚。

## 演出作品

### 電視劇
| 年份 | 電視台 | 劇名               | 角色   | 備註   |
| 2013 | SBS    | 《來自星星的你》   | 千允才 | 男配角 |
| 2014 | SBS    | 《你們被包圍了》   | 朴泰一 | 男配角 |
| 2015 | KBS    | 《Blood》          | 朴志尚 | 主演   |
| 2015 | SBS    | 《雪蓮花》         | 馬文才 | 主演   |
| 2016 | tvN    | 《灰姑娘與四騎士》 | 姜賢旻 | 主演   |
| 2017 | SBS    | 《再次重逢的世界》 | 車民俊 | 主演   |
| 2018 | JTBC   | 《愛上變身情人》   | 柳恩浩 | 主演   |
| 2019 | MBC    | 《有瑕疵的人們》   | 李康宇 | 主演   |
| 2023 | KBS2   | 《真的出現了！》   | 孔泰京 | 主演   |

### 電影
| 年份 | 片名           | 角色   |
| 2014 | 《時尚天王》   | 金元浩 |
| 2015 | 《婚禮日記》   | 小輝   |
| 2016 | 《我是处女座》 | 冷安   |

### MV
| 年份 | 演唱者                        | 曲名                                                     | 備註                                         |
| 2012 | K.Will                        | 〈이러지마 제발（Please don't...）〉                     | 與徐仁國、多順合作                           |
| 2012 | 白娥娟                        | 〈느린노래（Sad Song）〉                                 | [ 23 ]                                       |
| 2013 | SISTAR19                      | 〈있다 없으니까（Gone Not Around Any Longer）〉          | [ 23 ]                                       |
| 2013 | 趙容弼                        | 〈Bounce〉                                               | 專輯預告片                                   |
| 2013 | 李承哲                        | 〈사랑하고 싶은 날（The Day To Love）〉                  | [ 25 ]                                       |
| 2014 | Wings                         | 〈Hair Short〉                                           | [ 26 ]                                       |
| 2014 | 昭宥（Sistar） X Urban Zakapa | 〈틈（The Space Between）〉                              | [ 27 ]                                       |
| 2017 | No Reply                      | 〈回家的路上（집을 향하던 길에）〉                                 | [ 28 ]                                       |
| 2024 | K.Will                        | 〈沒有適合我的離別歌曲（내게 어울릴 이별 노래가 없어）〉 | 與徐仁國合作 2012年的〈Please don't...〉續集 |

## 音樂作品
| 年份 | 名稱                            | 備註   |
| 2013 | Dal★Shabet〈怎麼辦〉            | 口白   |
| 2014 | 《你們被包圍了》OST〈那曾是你〉 | [ 29 ] |

## 綜藝節目
| 播出年份 | 電視台   | 節目名稱                     | 性質         | 備註                              | 參     |
| 2011     | JTBC     | 《李秀根和金炳萬的上流社會》 | 第一代快遞員 | EP1－EP52                         | [ 30 ] |
| 2013     | MBC      | 《Music Talk Talk Marbling》 | 主持人       | 2013年1月28日－2013年7月12日      | [ 23 ] |
| 2014     | Mnet     | 《M! Countdown》             | 主持人       | 與鄭俊英：2014年2月27日－11月20日 | [ 6 ]  |
| 2014     | 四川衛視 | 《明星家族的2天1夜》         | 主持人       | 2014年9月14日－2014年11月30日     | [ 31 ] |
| 2016     | tvN      | 《新西遊記2》                | 固定成員     | 2016年4月19日－6月20日            | [ 2 ]  |
| 2017     | tvN      | 《新西遊記3》                | 固定成員     | 2017年1月8日－3月12日             | [ 2 ]  |
| 2017     | tvN      | 《新婚日記》                 | 主持人       | 與具惠善：2017年2月3日－3月10日   | [ 32 ] |
| 2017     | tvN      | 《新西遊記4》                | 固定成員     | 2017年6月13日－8月22日            | [ 2 ]  |
| 2017     | tvN      | 《姜食堂》                   | 固定成員     | 2017年12月5日－2018年1月9日       | [ 33 ] |
| 2018     | tvN      | 《新西遊記5》                | 固定成員     | 2018年9月30日－2018年10月28日     | [ 2 ]  |
| 2018     | tvN      | 《新西遊記6》                | 固定成員     | 2018年10月28日－2018年12月2日     | [ 2 ]  |
| 2019     | tvN      | 《姜食堂2》                  | 固定成員     | 2019年5月31日－2019年7月5日       | [ 33 ] |
| 2019     | tvN      | 《姜食堂3》                  | 固定成員     | 2019年7月5日－2019年8月2日        | [ 34 ] |
| 2021     | TVING    | 新西遊記特別篇《春季露營》   | 固定成員     | 2021年4月30日－2021年7月2日       | [ 2 ]  |
| 2021     | tvN      | 《運動天才安宰賢》           | 主持人       | 2021年10月1日－2021年12月10日     | [ 35 ] |

## 獎項
| 年份 | 頒獎典禮               | 獎項                        | 作品                               | 結果 |
| 2009 | 第4屆亞洲模特大獎      | 新人模特獎                  | 不適用                             | 獲獎 |
| 2013 | 第8屆亞洲模特大獎      | 時尚模特獎                  | 不適用                             | 獲獎 |
| 2014 | 第7屆韓國電視劇節      | 男子新人賞                  | 《來自星星的你》                   | 獲獎 |
| 2014 | 第21屆SBS演技大賞      | 新星賞                      | 《來自星星的你》、《你們被包圍了》 | 獲獎 |
| 2015 | KBS演技大賞            | 網絡男子人氣獎              | 《吸血鬼醫生》                     | 提名 |
| 2015 | KBS演技大賞            | 最佳情侶獎（與具惠善）      | 《吸血鬼醫生》                     | 提名 |
| 2016 | 第9屆韓國電視劇節      | 男子最優秀賞                | 《灰姑娘與四騎士》                 | 獲獎 |
| 2016 | 第9屆韓國電視劇節      | 全球明星賞                  | 《灰姑娘與四騎士》                 | 獲獎 |
| 2016 | 第7屆澳門國際電視節    | 最佳男主角獎                | 《灰姑娘與四騎士》                 | 獲獎 |
| 2017 | 第5屆DramaFever Awards | 最佳Bromance獎（與丁一宇）  | 《灰姑娘與四騎士》                 | 獲獎 |
| 2017 | 第24屆SBS演技大賞      | 水木劇部門 男子優秀演技獎   | 《再次重逢的世界》                 | 提名 |
| 2019 | 第46屆MBC演技大賞      | 水木劇部門 男子最優秀演技獎 | 《有瑕疵的人們》                   | 提名 |
| 2023 | 第37屆KBS演技大賞      | 最佳情侶獎（與白珍熙）      | 《真的出現了！》                   | 獲獎 |
| 2023 | 第37屆KBS演技大賞      | 男子網路人氣獎              | 《真的出現了！》                   | 獲獎 |

## 外部連結
- 安宰賢在NAVER上的资料
- 安宰賢在Daum上的资料
- 安宰賢的Instagram帳戶
- AA.Gban的Instagram帳戶
- 安宰賢的X（前Twitter）
- 安宰賢 Daum Cafe （页面存档备份，存于） 